# Peter Moylan
Peter Michael Moylan, né le 2 décembre 1978 à Perth en Australie, est un lanceur droitier de la Ligue majeure de baseball sous contrat avec les Royals de Kansas City.

## Carrière
Peter Moylan signe son premier contrat avec les Twins du Minnesota en 1996. Incapable de se tailler un poste avec l'équipe du baseball majeur, il abandonne le sport en 1998 après avoir été libéré de son contrat et retourne dans son pays natal, où il occupe divers emplois de vendeur, notamment dans l'industrie pharmaceutique.
Il revient par la suite sur sa décision et se remet au travail dans l'espoir de faire carrière au baseball. Il dit avoir été inspiré par The Rookie, un film de Walt Disney Pictures relatant l'aventure de Jim Morris, un joueur de baseball ayant atteint les Ligues majeures à l'âge de 35 ans, après avoir surmonté diverses embûches. Moylan lance pour les Blackburn Orioles, un club de baseball australien, puis obtient un poste dans l'équipe d'Australie qui dispute la Classique mondiale de baseball 2006.

### Braves d'Atlanta

#### Saison 2006
En mars 2006, il rejoint les Braves d'Atlanta, qui lui offrent un contrat. Moylan atteint à 27 ans son but de jouer dans les majeures et fait son entrée le 12 avril 2006. Il lance 15 matchs comme releveur dans une saison partagée entre Atlanta et le club-école AAA des Braves de Richmond.

#### Saison 2007
En 2007, les Braves d'Atlanta utilisent Moylan à 80 reprises en relève. Il affiche une brillante moyenne de points mérités de 1,80, est crédité de 5 victoires contre 3 défaites, et réussit son premier sauvetage.

#### Saison 2008
En 2008, il ne joue que 7 parties et affiche une moyenne de 1,59 en 5 manches et deux tiers lancées. Sa seule décision est une défaite et il enregistre un sauvetage. Sa carrière est compromise cette année-là par une blessure au coude qui le confine à la liste des joueurs blessés pendant une longue période. Il subit une opération de type Tommy John pour remédier au problème.

#### Saison 2009
De retour en 2009, les Braves l'emploient à nouveau fréquemment. Moylan lance 87 parties et répond aux attentes, remportant 6 de ses 8 décisions et affichant une moyenne de points mérités de 2,84. Son rôle consiste fréquemment à préparer l'entrée dans le match du stoppeur Rafael Soriano. Ses 87 sorties en 2009 constituent un nouveau record de franchise. 

#### Saison 2010
En janvier 2010, il signe un contrat d'un an pour 1,15 million de dollars avec Atlanta. Ses statistiques pour la saison 2010 sont très similaires à celles de la saison précédente : 85 matchs joués, moyenne de points mérités à 2,97 en 63 manches et deux tiers, et un dossier victoires-défaites de 6-2. Il lance dans les quatre matchs de la Série de divisions entre les Braves et les Giants de San Francisco, faisant ainsi ses débuts en éliminatoires, et ne donne aucun point.

#### Saison 2011
Mais l'importante somme de travail confiée à Moylan pendant deux saisons ont de fâcheuses conséquences. Après sept sorties au monticule en 2011, il est placé sur la liste des blessés à la mi-avril. Blessé au dos, il est opéré pour un disque déplacé, il revient au jeu en septembre mais après seulement six matchs, une blessure à la coiffe des rotateurs est diagnostiquée et il doit de nouveau être opéré, compromettant sa saison 2012. En 13 matchs en 2011, la fiche de Moylan est de deux victoires, une défaite, avec une moyenne de points mérités de 3,24 en seulement 8 manches et un tiers lancées.

#### Saison 2012
En décembre 2011, les Braves décident de ne pas retenir Moylan, qui devient agent libre. Ils reviennent cependant sur leur décision et en viennent à une entente avec leur lanceur en janvier 2012. Moylan ne joue toutefois que cinq manches en huit matchs pour les Braves au cours de la saison suivante. Il remporte une victoire, enregistre un sauvetage et sa moyenne est de 1,80.

### Dodgers de Los Angeles
Le 15 janvier 2013, Moylan signe un contrat des ligues mineures avec les Dodgers de Los Angeles. Il apparaît dans 14 matchs des Dodgers en 2013, sans grand succès puisque sa moyenne de points mérités se chiffre à 6,46 en 15 manches et un tiers lancées.
Il signe un contrat avec les Astros de Houston en 2014 mais en mars subit sa deuxième opération de type Tommy John, ce qui le tient à l'écart du jeu toute l'année.

### Retour chez les Braves
Le 11 mars 2015, le lanceur de 36 ans est de retour chez les Braves d'Atlanta. Il signe un contrat peu conventionnel : une entente de deux ans pour être joueur-entraîneur avec les Braves de Danville, le club-école de la franchise au niveau recrues. Ceci inclut la chance d'être en compétition pour un poste de lanceur au camp d'entraînement des Braves d'Atlanta en 2016, lorsque sa convalescence après son opération sera terminée. 
Le 16 août 2015, Moylan est de retour dans les majeures avec Atlanta. Il effectue 22 sorties pour les Braves et totalise 10 manches et un tiers de travail. 

### Royals de Kansas City
Le 27 janvier 2016, Moylan signe un contrat des ligues mineures avec les Royals de Kansas City.
Avec l'équipe d'Australie, il participe en février 2016 à Sydney au tournoi de qualification précédant la Classique mondiale de baseball 2017,.

## Statistiques
| Saison | Équipe  | G   | GS | CG | SHO | V  | D | SV | IP    | SO  | ERA  |
| ------ | ------- | --- | -- | -- | --- | -- | - | -- | ----- | --- | ---- |
| 2006   | Atlanta | 15  | 0  | 0  | 0   | 0  | 0 | 0  | 15.0  | 14  | 4,80 |
| 2007   | Atlanta | 80  | 0  | 0  | 0   | 5  | 3 | 1  | 90.0  | 63  | 1,80 |
| 2008   | Atlanta | 7   | 0  | 0  | 0   | 0  | 1 | 1  | 5.2   | 5   | 1,59 |
| 2009   | Atlanta | 27  | 0  | 0  | 0   | 6  | 2 | 0  | 73.0  | 61  | 2,84 |
| 2010   | Atlanta | 85  | 0  | 0  | 0   | 6  | 2 | 1  | 63.2  | 52  | 2,97 |
| Totaux | Totaux  | 274 | 0  | 0  | 0   | 17 | 8 | 3  | 247.1 | 195 | 2,58 |

| Saison | Équipe  | G | GS | CG | SHO | V | D | SV | IP  | SO | ERA  |
| ------ | ------- | - | -- | -- | --- | - | - | -- | --- | -- | ---- |
| 2010   | Atlanta | 4 | 0  | 0  | 0   | 0 | 0 | 0  | 1.0 | 1  | 0,00 |
| Totaux | Totaux  | 4 | 0  | 0  | 0   | 0 | 0 | 0  | 1.0 | 1  | 0,00 |

Note : G = Matches joués ; GS = Matches comme lanceur partant ; CG = Matches complets ; SHO = Blanchissages ; 
V = Victoires ; D = Défaites ; SV = Sauvetages ; IP = Manches lancées ; SO = Retraits sur des prises ; ERA = Moyenne de points mérités.